# Duncan Douglas
Robert Duncan Douglas (* 22. November 1965 in New York City) ist ein US-amerikanischer Biathlet.
Duncan Douglas ist Student und lebt in Lake Placid. Er begann 1987 mit dem Biathlonsport und nahm erstmals bei den Olympischen Winterspielen 1992 in Albertville an einem Großereignis teil. Im Einzel wurde er 59., 55. im Sprint und gemeinsam mit Jon Engen, Josh Thompson und Curt Schreiner 13. im Staffelwettbewerb. Bestes Ergebnis im Biathlon-Weltcup war 1993 ein 44. Platz in einem Sprint von Östersund. 1994 nahm er erneut an den Olympischen Spielen teil. In Lillehammer wurde er 65. im Sprint und gemeinsam mit Engen, Schreiner und Dave Jareckie 14. mit der Staffel. Zwischen 1995 und 2003 nahm er an keinen internationalen Wettbewerben teil. Er kam als Starter bei den Militärweltmeisterschaften im Biathlon 2004 zurück und wurde 44. im Langlauf, 66. im Sprint und erreichte zusammen mit Michael Brothers, Jacob Beste und Jeremy Teela im Militärpatrouillenlauf den 22. Platz. Nächstes Großereignis wurden die Biathlon-Europameisterschaften 2006 in Langdorf mit Rang 67 im Einzel als bestes Resultat.
Auf nationaler und nordamerikanischer Ebene erreichte Douglas vielfache Erfolge. Im Biathlon-NorAm-Cup gewann er beispielsweise zwei Rennen in der Saison 2007/08 und ein Rennen in der Saison 2008/09. In der Gesamtwertung 2008 wurde er Neunter, 2009 Sechster. Bei den Nordamerikameisterschaften im Biathlon 2008 in Itasca gewann Douglas die Bronzemedaille im Massenstartrennen.

## Biathlon-Weltcup-Platzierungen
Die Tabelle zeigt alle Platzierungen (je nach Austragungsjahr einschließlich Olympische Spiele und Weltmeisterschaften).
- 1.–3. Platz: Anzahl der Podiumsplatzierungen
- Top 10: Anzahl der Platzierungen unter den ersten zehn (einschließlich Podium)
- Punkteränge: Anzahl der Platzierungen innerhalb der Punkteränge (einschließlich Podium und Top 10)
- Starts: Anzahl gelaufener Rennen in der jeweiligen Disziplin

| Platzierung                                               | Einzel | Sprint | Verfolgung | Massenstart | Team | Staffel | Gesamt |
| --------------------------------------------------------- | ------ | ------ | ---------- | ----------- | ---- | ------- | ------ |
| 1. Platz                                                  |        |        |            |             |      |         |        |
| 2. Platz                                                  |        |        |            |             |      |         |        |
| 3. Platz                                                  |        |        |            |             |      |         |        |
| Top 10                                                    |        |        |            |             |      |         |        |
| Punkteränge                                               |        |        |            |             |      | 2       | 2      |
| Starts                                                    | 6      | 10     |            |             |      | 2       | 18     |
| Stand: nach der Saison 2008/09, Daten wohl nicht komplett |        |        |            |             |      |         |        |